# 久呂保郵便局
久呂保郵便局（くろほゆうびんきょく）は、群馬県利根郡昭和村にある郵便局。民営化前の分類では集配特定郵便局であった。

## 概要
住所：〒379-1299 群馬県利根郡昭和村森下35-3
局名は、昭和の大合併で昭和村が発足する前に存在した、利根郡久呂保村に由来する。

## 沿革
- 1927年（昭和2年）5月21日 - 開局。
- 1965年（昭和40年）9月26日 - 和文電報配達事務を沼田電報電話局に移管[1]。
- 2007年（平成19年）10月1日 - 民営化に伴い、併設された郵便事業沼田支店久呂保集配センターに一部業務を移管。
- 2012年（平成24年）10月1日 - 日本郵便株式会社発足に伴い、郵便事業沼田支店久呂保集配センターを久呂保郵便局に統合。

## 取扱内容
- 郵便、印紙、ゆうパック、内容証明
- 貯金、為替、振替、振込、国際送金、国債
- 生命保険、バイク自賠責保険
- ゆうちょ銀行ATM
- 利根郡昭和村域（〒379-12xx区域）の集配業務

## 周辺
利根川左岸の河岸段丘上。
- 昭和村立南小学校
- 国道17号
- 群馬県道255号下久屋渋川線

## アクセス
- JR上越線 岩本駅から利根川を渡り北へ約1.6km（徒歩約23分）
- 昭和村営バス 農協前停留所下車
- 関越自動車道 昭和ICから西へ約2km
- 群馬県道65号昭和インター線沿い
- 駐車場あり：1台